# آسیا سمنت
آسیا سمنت (انگلیسی: Asia Cement) شرکت مصالح ساختمانی تایوانی است، که در سال ۱۹۵۷ تأسیس شد.